# Halina Frąckowiak
Halina Maria Frąckowiak, ps. Sonia Sulin (ur. 10 kwietnia 1947 w Poznaniu) – polska piosenkarka popowa i rockowa, kompozytorka i autorka tekstów.

## Życiorys
Zadebiutowała w 1963 na Festiwalu Młodych Talentów w Szczecinie, na którym konkurowała z Czesławem Niemenem, Zdzisławą Sośnicką i Krzysztofem Klenczonem i na którym została laureatką „Złotej Dziesiątki”. Współpracowała z zespołami: Tony, Takty i Tarpany. Następnie zdobywała kolejne nagrody na festiwalach piosenki w Opolu i w Kołobrzegu w latach: 1969, 1976, 1977, 1988, 1991 i 1993. W 1975 w Opolu nagrodzono ją dodatkowo tytułem „Miss Obiektywu”. Pracowała z zespołami: Czerwono-Czarni, Grupa ABC, Tarpany czy Drumlersi, z którymi wylansowała przeboje: „Ktoś”, „Czekam tu”, „Napisz, proszę” i „Za mną nie oglądaj się”. Doskonaliła umiejętności wokalne u Alicji Barskiej.
W 1972 rozpoczęła karierę solową. Wtedy to właśnie wygrała kilkakrotnie plebiscyt na najpopularniejszą piosenkarkę, brała udział w zagranicznych festiwalach (Ostenda, Rostock, Drezno), gdzie otrzymała najważniejsze wyróżnienia i nagrody, m.in. „Złoty Mikrofon” Polsko-Amerykańskiej Agencji Artystycznej. Nagrała ponad 20 płyt i kaset, a jej koncerty można było obejrzeć w wielu miejscach Europy oraz w Stanach Zjednoczonych i Kanadzie. Występowała m.in. w Teatrze Muzycznym w Gdyni, w Teatrze Wielkim w Łodzi i Warszawie. W drodze na koncert, który miał odbyć się w 1990 w Gorzowie Wielkopolskim, uległa poważnemu wypadkowi drogowemu, w wyniku którego miała pokaleczoną przez szkło twarz i połamane nogi. Chociaż obrażenia twarzy zagoiły się stosunkowo szybko bez widocznych blizn, to uszkodzenia nóg były poważniejsze i wymagały wielotygodniowego leczenia i wielomiesięcznej rehabilitacji.
Płyta Ogród Luizy (i cykl 20 liryków miłosnych) powstała jako owoc zafascynowania Haliny Frąckowiak poezją Kazimierza Wierzyńskiego. Kolejnym ważnym wydarzeniem stała się płyta nagrana z grupą SBB – Geira. Na listach przebojów znalazły się takie utwory jak: „Tin Pan Alley”, „Papierowy księżyc” czy „Anna już tu nie mieszka”. To efekt stopniowej zmiany repertuaru piosenkarki na poważniejszy i bardziej liryczny.
Polskie Nagrania, na Krajowym Festiwalu Polskiej Piosenki w Opolu, przyznały Halinie Frąckowiak Złotą Płytę za całokształt dokonań artystycznych.
W 2007 prowadziła autorski cykl rozmów Porozmawiaj z Haliną w TVP Polonia. Rok później nagrała nową wersję przeboju „Papierowy księżyc” z zespołem Muchy.
W 2010 weszła w skład komitetu poparcia Jarosława Kaczyńskiego w wyborach prezydenckich.
Była związana z politologiem Józefem Szaniawskim, z którym ma syna Filipa Frąckowiaka. W 2021 weszła w skład zarządu Fundacji Józefa Szaniawskiego. 
W 2023 została trenerką 5. edycji ,,The Voice Senior".

## Pamięć o Annie Jantar
Nagrała piosenkę „Anna już tu nie mieszka”. Słowa do tego utworu napisał Janusz Kondratowicz, a muzykę skomponował Jarosław Kukulski. Była inicjatorką nadawania Nagrody im. Anny Jantar dla najzdolniejszych debiutantów.
Od roku 1984 wspólnie z Jarosławem Kukulskim, Natalią Kukulską, Eleni, Zbigniewem Hołdysem, Romualdem Lipko, Markiem Karewiczem, Michałem Rybczyńskim, Danutą Mizgalską była członkiem honorowym Klubu Muzycznego im. Anny Jantar, którego prezesem była Agata Materowicz.
Uczestniczyła w czterech dużych koncertach poświęconych Annie Jantar:
- wiosną 2000 r. w 20. rocznicę śmierci[17].
- w październiku 2007 r. „Pejzaż bez Ciebie” na scenie bydgoskiej Opery Nova[17].
- w 2012 r. „Życia mała garść” w Opolu[18].
- 31 grudnia 2014 r. – „Przetańczyć z tobą chcę całą noc”. Koncert zorganizowano w Poznaniu, rodzinnym mieście Anny Jantar, z okazji zbliżającej się 65. rocznicy urodzin i 35. rocznicy śmierci.

## Dyskografia
Albumy solowe
- 1974: Idę
- 1977: Geira (z zespołem SBB)

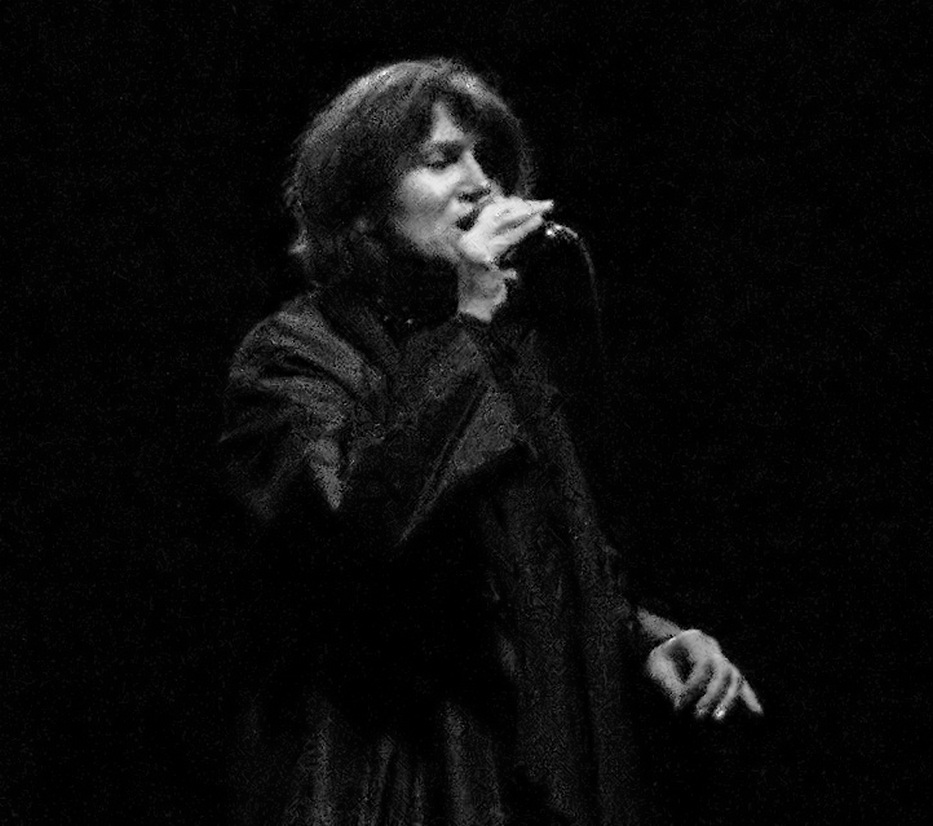
Halina Frąckowiak, 2007

- 1981: Ogród Luizy (z Józefem Skrzekiem)
- 1983: Serca gwiazd
- 1987: Halina Frąckowiak
- 2005: Przystanek bez drogowskazu… Garaże gwiazd

Z zespołem ABC
- 1970: Grupa ABC Andrzeja Nebeskiego
- 1971: Hallo nr 2 dla NRD

Składanki
- 1992: Dawne i nowe przeboje
- 1998: Antologia 2 CD
- 1998: Bądź gotowy do drogi
- 1999: Platynowa kolekcja – Złote przeboje
- 2000: Złota kolekcja – Mały Elf
- 2013: Jubileusz. 50 piosenek na 50-lecie

## Wybrane piosenki z repertuaru Haliny Frąckowiak
- „Anna już tu nie mieszka” (muz. Jarosław Kukulski; sł. Janusz Kondratowicz)
- „Atlantydo, żyj wiecznie” (muz. Jarosław Kukulski; sł. Janusz Kondratowicz)
- „Bawimy się w życie” (muz. i sł. Halina Frąckowiak)
- „Bądź gotowy dziś do drogi” (muz. Katarzyna Gärtner; sł. Marek Dutkiewicz)
- „Dancing Queen” (muz. Wojciech Trzciński; sł. Janusz Kondratowicz)
- „Idę dalej” (muz. Halina Frąckowiak; sł. Janusz Kondratowicz)
- „Jak pięknie by mogło być” (muz. Jarosław Kukulski; sł. Jonasz Kofta)
- „Julio nie bądź zła” (muz. Halina Frąckowiak; sł. Krzysztof Bukowski)
- „Mały elf” (muz. H. Roy/P. Bachelet, polskie sł. Jacek Cygan, oryginalny tytuł: Emmanuelle)
- „Na sianie” (muz. Katarzyna Gärtner; sł. Ernest Bryll)
- „Napisz, proszę” (muz. Andrzej Mikołajczak; sł. Andrzej Jastrzębiec-Kozłowski)
- „Nie bój się żyć” (muz. Marek Stefankiewicz; sł. Grażyna Orlińska)
- „Panno pszeniczna” (muz. Katarzyna Gärtner; sł. Marek Dutkiewicz)
- „Papierowy księżyc” (muz. Jarosław Kukulski; sł. Janusz Kondratowicz)
- „Serca gwiazd” (muz. Jarosław Kukulski; sł. Jonasz Kofta)
- „Sól na twarzy” (muz. Marek Stefankiewicz; sł. Jacek Cygan)
- „Tam, gdzie lekki wieje wiatr” (muz. Wojciech Trzciński; sł. Krzysztof Bukowski) – duet z Krystyną Prońko
- „Tin Pan Alley” (muz. Jarosław Kukulski; sł. Janusz Kondratowicz)
- „Za mną nie oglądaj się” (muz. Halina Frąckowiak; sł. Marek Gaszyński)

## Ordery i odznaczenia

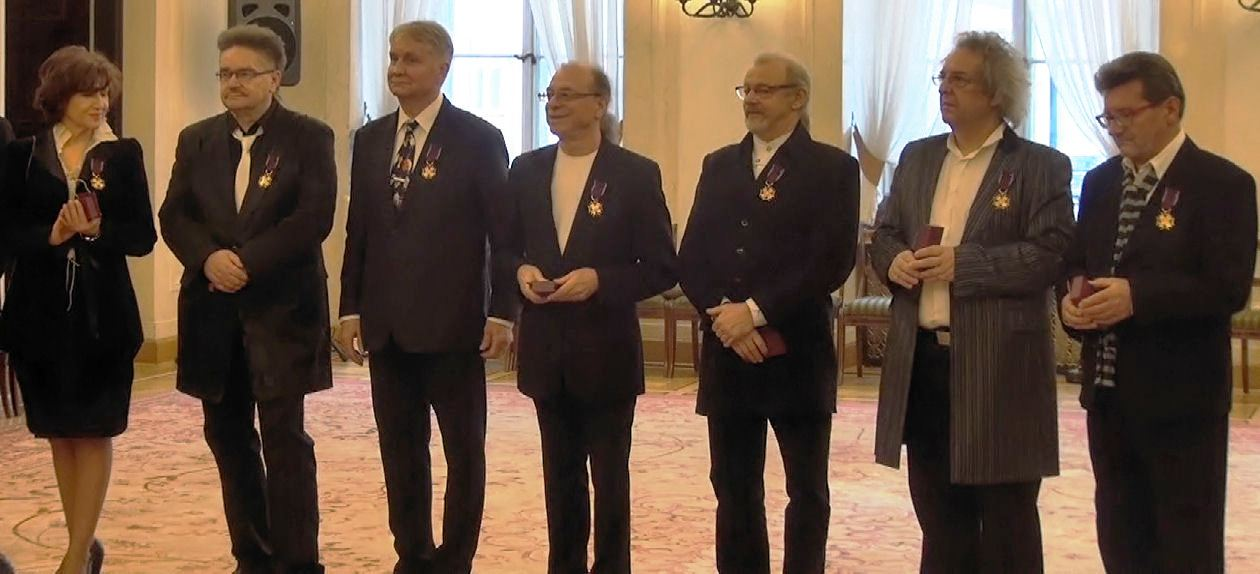
Halina Frąckowiak podczas dekoracji Złotym Krzyżem Zasługi (14 stycznia 2014)

- Krzyż Komandorski Orderu Odrodzenia Polski (nadanie 2024[20]; wręczenie 2025[21])
- Krzyż Oficerski Orderu Odrodzenia Polski (21 października 2016)[22][23]
- Złoty Krzyż Zasługi (11 kwietnia 2013)[24][25]
- Medal Stulecia Odzyskanej Niepodległości (2019)[26]
- Złoty Medal „Zasłużony Kulturze Gloria Artis” (14 września 2023)[27]
- Srebrny Medal „Zasłużony Kulturze Gloria Artis” (9 października 2018)[27]
- Brązowy Medal „Zasłużony Kulturze Gloria Artis” (27 października 2005)[27]
- Odznaka „Zasłużony Działacz Kultury” (1979)[28]

## Nagrody i wyróżnienia
- 1969 – nagroda PRiTV na KFPP w Opolu za Czekam tu
- 1969 – Brązowa Kotwica Sopockiego Lata
- 1970 – Srebrna Kotwica Sopockiego Lata
- 1970 – nagroda Polsko-Amerykańskiej Agencji Artystycznej na KFPP w Opolu za Barwy ziemi
- 1970 – Srebrny Pierścień (z Grupą ABC) na Festiwalu Piosenki Żołnierskiej w Kołobrzegu za Naszą kompanię
- 1972 – III nagroda na festiwalu w Rostocku (NRD)
- 1976 – II nagroda na KFPP w Opolu za Pieśń Geiry
- 1976 – tytuł Miss Obiektywu na KFPP w Opolu
- 1977 – III nagroda na KFPP w Opolu za Jesteś spóźnionym deszczem
- II miejsce w plebiscycie magazynu „Non-Stop” na najpopularniejszą piosenkarkę 20-lecia
- 1988 – nagroda Prezydenta Miasta Opola za wybitne osiągnięcia w dziedzinie wykonawstwa piosenki i jej prezentację na festiwalach w Opolu
- 1990 – nagroda indywidualna Prezesa Komitetu Radia i Telewizji za osiągnięcia artystyczne
- 1991 – III nagroda na KFPP w Opolu za Nie bój się żyć
- 1993 – Złota Płyta za całokształt działalności artystycznej na KFPP w Opolu
- 1995 – „Prometeusz” - Nagroda Polskiej Estrady
- 2006 – Nagroda „Przyjaciel Zaczarowanego Ptaszka” na Festiwalu Piosenki Zaczarowanej w Krakowie
- 2018 – Nagroda „Drzwi do Wolności” na 10. Festiwalu Filmowym „Niepokorni Niezłomni Wyklęci” w Gdyni
- 2018 – tytuł Mistrza Mowy Polskiej 2018 (2018)[29]